# 上南部村
上南部村（かみみなべむら）は、和歌山県日高郡にあった村。現在のみなべ町の南東部、南部川の下流域、阪和自動車道・みなべインターチェンジの北側一帯にあたる。

## 地理
- 山岳：高田山
- 河川：南部川、古川

## 歴史

### 村名の由来
南部町に北接し、同町より南部川の上流にあたることから。

### 沿革
- 1889年（明治22年）4月1日 - 町村制の施行により、谷口村・筋村・徳蔵村・熊岡村・晩稲村・東本庄村・西本庄村の区域をもって発足。
- 1954年（昭和29年）12月1日 - 高城村・清川村と合併して南部川村が発足。同日上南部村廃止。

## 交通

### 道路
現在は旧村域に阪和自動車道のみなべインターチェンジが所在するが、当時は未開通。